# Réceptionniste
Le réceptionniste est l'employé d'hôtellerie chargé de l'accueil et de la gestion des différents clients de l'établissement. Sa fonction est différente de celle du concierge qui ont généralement la charge de l'encadrement du personnel chargé de l'accueil et de l'entretien.

## Descriptif
Le réceptionniste procède aux modalités d’enregistrement. Cet employé donne les clefs, badges et code d’accès, les dépliants d’information et le plan de l'hôtel. Il présente les infrastructures et services mis à disposition et rappelle les conditions du séjour aux clients de l'établissement.

## Formation

### En Belgique
La formation professionnelle de réceptionniste (liée au diplôme d'agent en accueil et tourisme) est d'une durée de deux ans, peut être organisée en alternance et demande de solides connaissances en anglais et en néerlandais.

### En France
Pour devenir réceptionniste, plusieurs voies de formation sont possibles, avec une exigence minimale généralement fixée au niveau du baccalauréat. Parmi les options, le bac technologique STHR prépare spécifiquement aux métiers de l'hôtellerie. Après l'obtention du baccalauréat, il est possible de poursuivre avec un BTS management en hôtellerie-restauration.

## Histoire

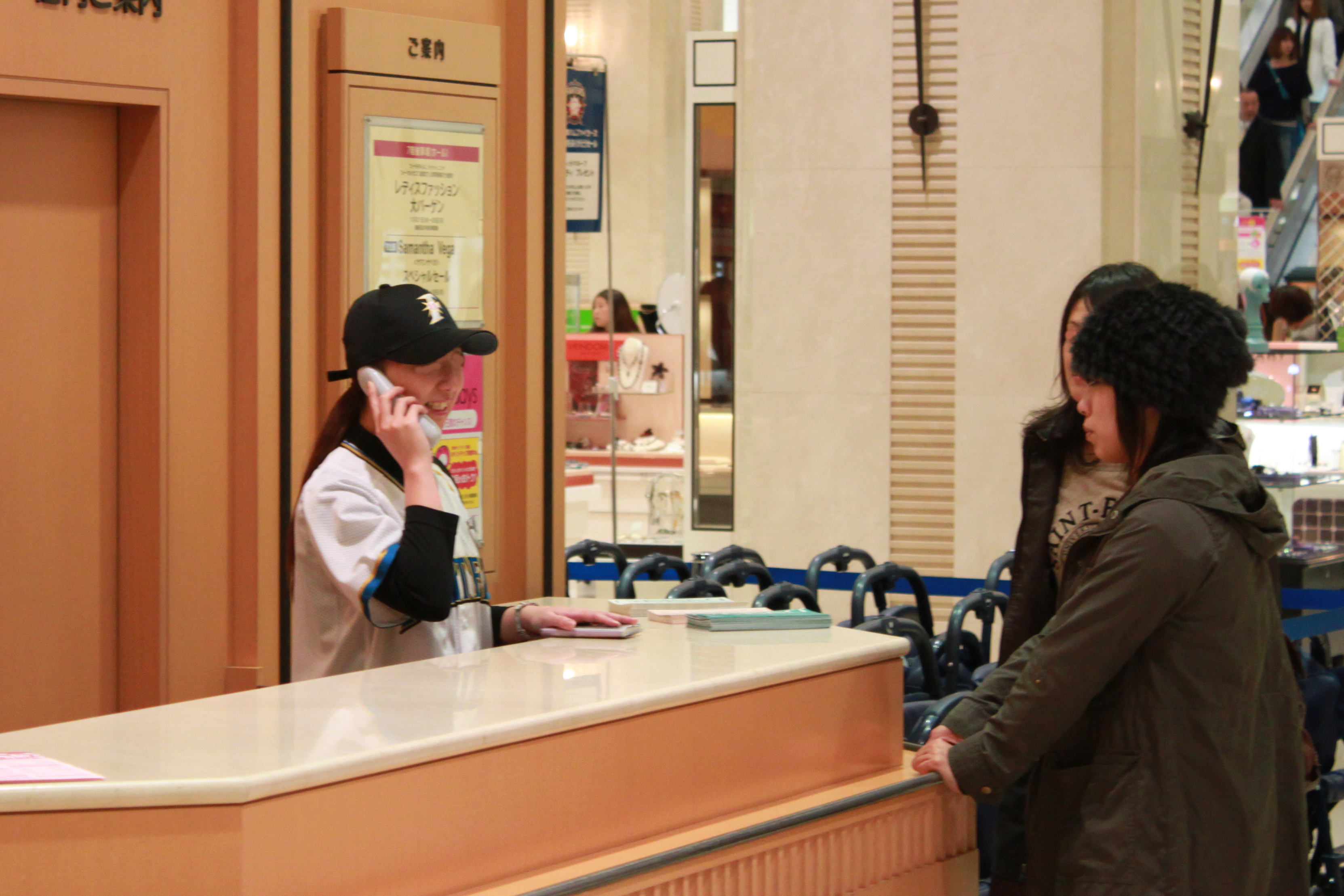
Femmes réceptionnistes à Sapporo (Japon)

Les auberges et les tavernes existaient déjà dès l’Antiquité. Leur exploitation était artisanale et très souvent familiale. Les personnels de ces établissements apprenaient leurs fonctions « sur le tas » en tant qu'apprentis ou par « hérédité professionnelle » lorsque cela concernait des membres de la famille.

## Réceptionnistes de fiction

### Au cinéma
Dans le film de court-métrage français d'Ivan Calbérac, Le Réceptionniste, sorti en 1996, Bruno Putzulu joue le rôle titre.
Dans le film The Night Clerk de thriller américain écrit et réalisé par Michael Cristofer, sorti en 2020, le personnage principal joué par Tye Sheridan est une personne autiste, engagée comme réceptionniste de nuit dans un petit hôtel.
Dans le film Continental, un film sans fusil, réalisé par le cinéaste canadien Stéphane Lafleur, sorti en 2007, un des personnages principaux est une réceptionniste d'hôtel dénommée Chantal Lefebvre, interprétée par  Fanny Mallette.

### Dans les séries animées
Dans la série d'animation japonaise en stop-motion, basée sur la franchise Pokémon, La Réceptionniste Pokémon, une jeune femme prénommé Haru est engagée comme réceptionniste à l'Hôtel Pokémon.